# Crosby County
Crosby County är ett administrativt område i delstaten Texas, USA, med 6 059 invånare (2010). Den administrativa huvudorten (county seat) är Crosbyton. 

## Geografi
Enligt United States Census Bureau har countyt en total area på 2 336 km². 2 331 km² av den arean är land och 5 km² är vatten. 

### Angränsande countyn
- Floyd County - norr
- Dickens County - öster
- Garza County - söder
- Lubbock County - väster